# Список умерших в 972 году
В этой статье представлен список известных людей, умерших в 972 году.
См. также: Категория:Умершие в 972 году

## Март
- март — Святослав Игоревич — князь Киевской Руси

## Апрель
- 30 апреля — Адальберт II Иврейский — король Италии (950—964), маркграф Ивреи (965—970)

## Сентябрь
- 6 сентября — Иоанн XIII — папа римский (965—972)

## Точная дата неизвестна
- Андрегота Галиндес — графиня Арагона (922—943)
- Арнульф II — граф Булони (965—972)
- Гуго — граф Керси (ок. 935—972)
- Куя — японский религиозный деятель
- Лиутпранд Кремонский — историк, дипломат, епископ Кремоны (962—972)
- Раймунд (IV) — граф Тулузы и маркиз Готии, граф Нима, Альби и Керси (после 944—972)
- Такшонь — князь венгров (955—972)
- Фудзивара-но Корэтада — японский государственный деятель
- Хёскульд Колльссон — исландский хёвдинг